# Comabona
Le Comabona est un sommet de la serra del Cadí, dans la chaîne des Pyrénées, situé entre la province de Barcelone et la province de Lérida en Catalogne, en Espagne. Il culmine à 2 547 ou 2 548 m d'altitude.
Les roches du sommet sont sédimentaires, déposées pendant l'Éocène, puis plissées et remontées au cours de la formation des Pyrénées durant le Paléogène de −66 à −23 Ma, avec un maximum à l'Éocène vers environ −40 Ma. Sa position avancée par rapport à la zone centrale des Pyrénées et sa nature sédimentaire font que le Comabona fait partie du contrefort pré-pyrénéen sud. Géologiquement parlant, il se situe dans la zone sud-pyrénéenne.

## Géographie

### Situation, topographie
Le sommet fait partie du massif de montagnes de la serra del Cadí entre la province de Barcelone et la province de Lérida en Catalogne, en Espagne.

### Géologie
Les roches actuelles sont composées de strates géologiques issues de dépôts sédimentaires au cours de l'Éocène.
Au Paléogène, entre 66,0 à 23,03 Ma, la remontée vers le nord de la plaque africaine entraîne avec elle la plaque ibérique. Celle-ci, coincée entre la plaque africaine et la plaque européenne, va entrer en collision avec elles, formant la cordillère Bétique au sud et les Pyrénées au nord. Au niveau de la zone de la serra del Cadí, les roches sédimentaires sont alors progressivement comprimées, puis remontées en altitude entre −53 et −33 Ma durant l'Éocène.